# Attila Marcel
Pour les articles homonymes, voir Attila (homonymie) et Marcel.
Pour plus de détails, voir Fiche technique et Distribution.
Attila Marcel est une comédie dramatique française réalisée par Sylvain Chomet et sortie en 2013.

## Synopsis
Paul, jeune pianiste virtuose de 33 ans amateur de chouquettes, vit avec ses deux tantes aristocrates, Annie et Anna, qui tiennent un cours de danse dont il est le pianiste attitré. Il est muet depuis l'âge de deux ans, où il a vu ses parents, Anita et Marcel, mourir devant lui.
Un jour, il rapporte un 45 tours à M. Coelho, l'accordeur aveugle qui l'a laissé tomber dans l'escalier, et trouve celui-ci chez Mme Proust, une voisine originale qui cultive des légumes chez elle et joue de l'ukulélé. En cachette de ses tantes, il entreprend avec Mme Proust un traitement qui consiste en des tisanes étranges dont le goût est masqué par des madeleines (de Proust, bien sûr) et qui vont lui faire revivre par flashs de mémoire les événements ayant abouti au drame.
Par ricochet, Paul va apprendre à gérer par lui-même ses rapports avec la musique et avec Michelle, une jeune violoncelliste chinoise, fille adoptive d'un ami de ses tantes.

## Fiche technique
- Titre : Attila Marcel
- Réalisation : Sylvain Chomet
- Scénario : Sylvain Chomet
- Musique : Sylvain Chomet et Franck Monbaylet
- Photographie : Antoine Roch
- Montage : Simon Jacquet
- Producteur : Claudie Ossard et Chris Bolzli
  - Coproducteur : Florian Genetet-Morel
  - Producteur associé : Romain Le Grand
  - Producteur exécutif : François-Xavier Decraene
- Production : Pathé, France 3 Cinéma et Appaloosa Developpement
  - Production déléguée : Eurowide Film Production
  - SOFICA : Cofinova 9
- Distribution : Pathé Distribution
- Pays :  France
- Durée : 106 minutes
- Genre : comédie dramatique
- Dates de sortie :
  -  France : 30 octobre 2013
  -  Pays-Bas : 24 avril 2014

## Distribution
- Guillaume Gouix : Paul / Attila Marcel
- Anne Le Ny : Mme Proust
- Bernadette Lafont : Tante Annie
- Hélène Vincent : Tante Anna
- Luis Rego : M. Coehlo, l'accordeur
- Fanny Touron : Anita, la défunte sœur d'Annie et Anna
- Kea Kaing : Michelle
- Jean-Claude Dreyfus : M. Kruzinsky, le grand professeur de piano
- Cyril Couton : le docteur, taxidermiste raté
- Guilhem Pellegrin : M. Chassepot de Pissy, ami d'Annie et Anna
- Vincent Deniard : Gégé, ami d'Anita et Marcel
- Philippe Soutan : le concierge
- Jean-Paul Solal : M. Pineton de Chambrun, ami d'Annie et Anna
- Jean-Pol Brissart : M. Berkoff, ami d'Annie et Anna
- Elsa Davoine : Tante Annie jeune
- Laetitia Poulalion : Tante Anna jeune
- Michaël Vander-Meiren : le bidasse
- Jérôme Le Paulmier : Jérôme (cours de danse)
- Solange Milhaud : Solange (cours de danse)
- Mohamed Seddiki : Mohamed (cours de danse)
- Michel B. Dupérial : Michel (cours de danse)
- Maria Ducceschi : Maria (cours de danse)
- Emmanuelle Bougerol : Emmanuelle (cours de danse)

## Musiques
Dans le film deux extraits d'airs d'opéra sont joués, il s'agit du Duo des fleurs ou Sous le dôme épais dans Lakmé de Léo Delibes et de La Traviata de Giuseppe Verdi.